# 1605 w sztukach plastycznych
Wydarzenia w sztukach plastycznych i wizualnych w 1605 roku.

## Nowe dzieła

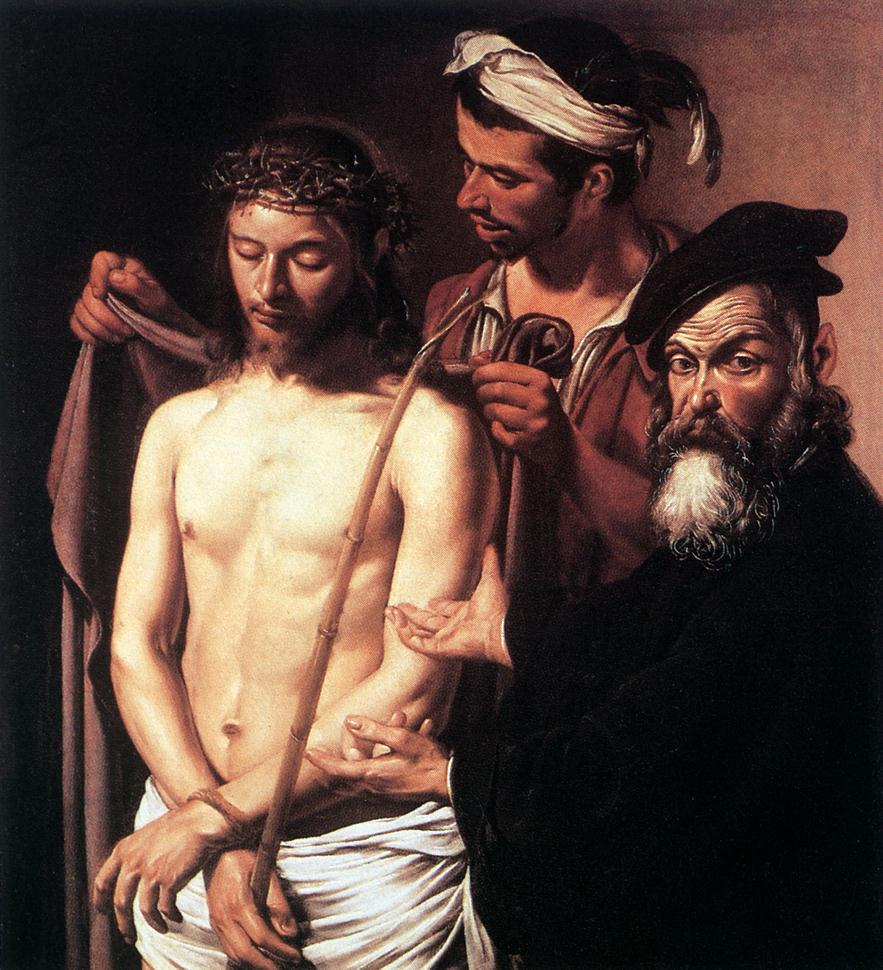
Caravaggio Ecce Homo

- Caravaggio

Cristo sul Monte degli Ulivi – olej na płótnie, 154×222 cm (zniszczony)
Ecce Homo – olej na płótnie, 128×103 cm
San Girolamo in meditazione – olej na płótnie, 118×81 cm
Madonna z Dzieciątkiem i św. Anną – olej na płótnie, 292×211 cm
- Peter Paul Rubens

Upadek Faetona – olej na płótnie, 98×131 cm

## Urodzili się
- 17 lutego – Luca Ferrari, włoski malarz (zm. 1654)

## Zmarli
- 2 listopada – Jan van der Straet, malarz i grawer flamandzki (ur. 1523)